# Château du Parc (Sancé)
Pour les articles homonymes, voir Château du Parc.
Le château du Parc est situé sur la commune de Sancé en Saône-et-Loire, à flanc de pente.

## Description
Les murailles extérieures, en partie conservées, décrivent un polygone irrégulier. Épaisses d'un mètre et hautes de six à sept mètres, elles étaient, jusqu'en 1835, entourées de larges fossés d'eau vive que franchissait un pont-levis.
À l'intérieur de cette enceinte, à laquelle sont adossés divers communs, s'élève un donjon circulaire de 18 mètres de hauteur contre lequel s'appuie, au nord, l'ancien corps de logis, lui-même flanqué d'une petite tour ronde. Le donjon comprend un rez-de-chaussée voûté dépourvu de toute ouverture, un étage voûté d'arêtes occupé par une chapelle éclairée par trois étroites baies à arc en lancette et un second étage relié au précédent par un escalier pratiqué dans l'épaisseur du mur, que ceinture à l'extérieur une rangée de consoles de pierre destinées à soutenir des hourds auxquels donnaient accès trois ouvertures circulaires. Le logis comporte lui-même un rez-de-chaussée pourvu d'une vaste cheminée et un étage avec plafond à poutres apparentes à la française, qu'une petite porte met en communication avec la chapelle. Les divers bâtiments, y compris le donjon, sont couverts de toits plats en tuiles creuses.
L'ensemble paraît avoir été bâti au début du XIIIe siècle, puis remanié au XIVe siècle et au XVe siècle.
Le château est une propriété privée et ne se visite pas.

## Historique
Les origines

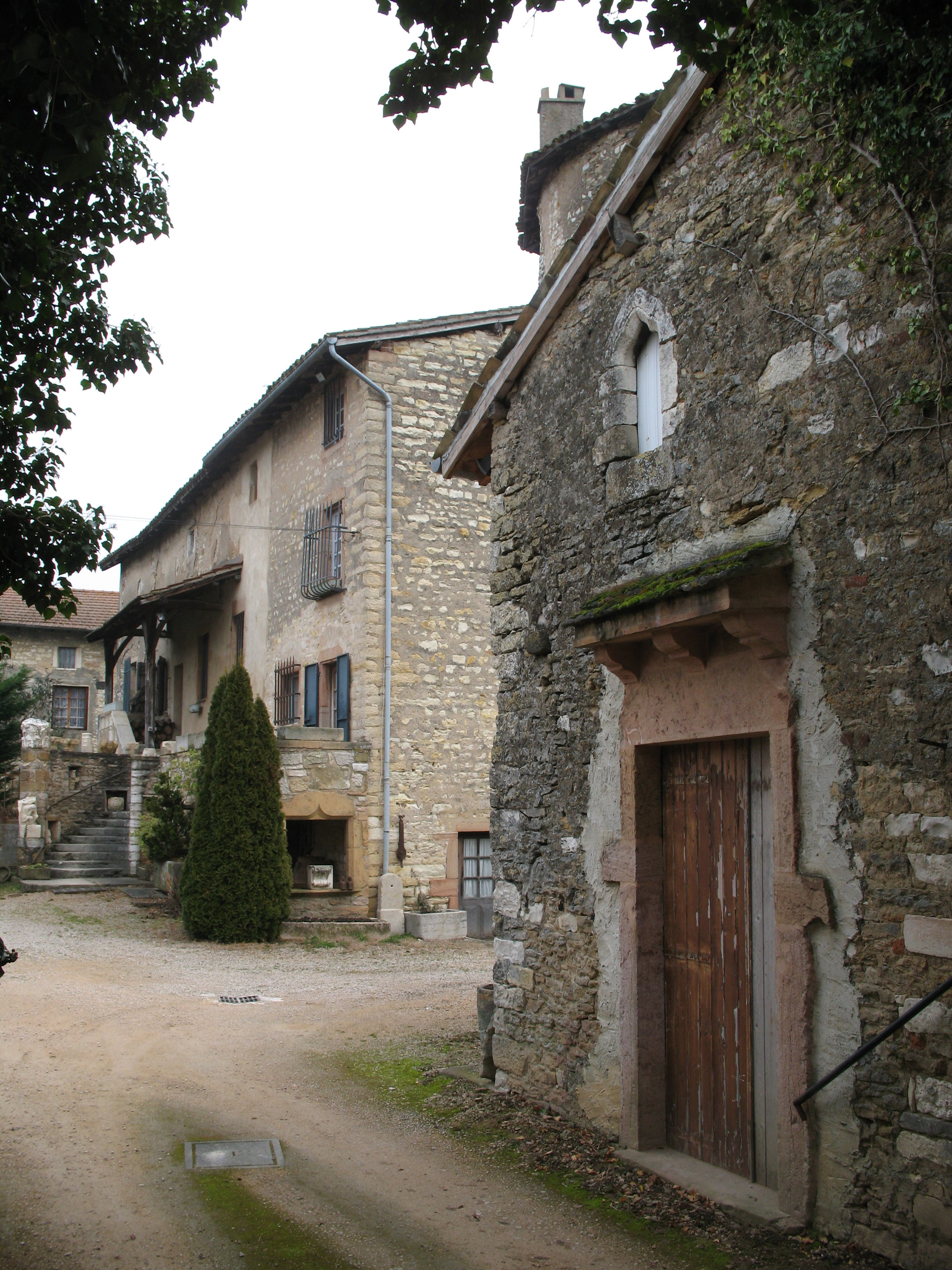
Château du Parc - Logis et communs

- 1231 : le premier titulaire connu du fief est Jean, panetier du comte de Mâcon
- 1366 : Guy de Chevrier est seigneur du lieu

Maison de Busseul
- 1393 : Anne de Chevrier,  fille du précédent, porte la seigneurie à Guillaume de Busseul
- XVe siècle : on trouve, successivement,
  - Gabriel de Busseul, fils des précédents
  - Girard de Busseul, fils du précédent
  - Antoine de Busseul, fils du précédent
  - Claudine de Busseul, fille du précédent

Famille Mareschal
- vers 1500 : la précédente épouse Jacques Mareschal
- première moitié du XVIe siècle : Françoise Mareschal, fille des précédents, leur succède

Famille Mitte-Miolans de Chevrières
- 1550 : Françoise Mareschal épouse  Jean Mitte-Miolans de Chevrières, issu d'une famille du Forez

À partir du milieu du XVIIe siècle
- 1659 : Pierre Perrachon, seigneur de Senozan, personnage richissime, succède aux Mitte-Miolans; il abandonne le château à des régisseurs, ce que feront aussi ses successeurs
- 1778 : Madeleine Olivier de Senozan, fille de Jean-François Olivier de Senozan, marquis de Viriville, épouse Archambaud-Joseph, comte de Talleyrand-Périgord, frère de Charles-Maurice de Talleyrand-Périgord
- milieu du XIXe siècle : propriété de la famille de Lacretelle
- 1917 : propriété de François Monterrat
- 1948 : propriété de René Monterrat et Mélanie Rollet
- 1969 : propriété de Suzanne Renoud-Grappin

### Armoiries

Armes des Mareschal
Armes des Talleyrand-Périgord

- Busseul : Fascé d'or et de sable de 6 pièces
- Olivier de Senozan: D'argent à un olivier de sinople ; écartelé de Grolée-Viriville